# Владо Тасевски
Владо Тасевски е югославски комунистически деец, участник в комунистическата съпротива във Вардарска Македония.

## Биография
Роден е през 1916 година в град Прилеп. Учи четири класа, а след това започва да работи към железницата в Прилеп. Там започва да учи за ключар. На 2 май 1940 година се организира стачка, а Тасевски е един от нейните организатори. Основава Музикалното дружество на железничарите. Става член на Местния комитет на ЮКП за Скопие. На 16 юли 1943 година избягва от блокадата на полицията и влиза в Шарпланинския народоосвободителен партизански отряд. По-късно става член на Кумановският партизански отряд. Убит е на 11 декември 1943 година в битка с четници, преследващи комунистическа партизани. На негово име е наречено средно училище в скопския квартал Аеродрум.